# B.F.'s Daughter
B.F.'s Daughter is een Amerikaanse dramafilm uit 1948 onder regie van Robert Z. Leonard.

## Verhaal
Polly Fulton is de dochter van de industrieel B.F. Fulton. Als ze op het punt staat met de advocaat Robert Tasmin te trouwen, leert ze de intellectueel Thomas Brett kennen. Ze worden verliefd en stappen in het huwelijksbootje. Brett heeft zich altijd afgezet tegen de spilzucht van de bovenklasse en dat leidt al vlug tot relatieproblemen.

## Rolverdeling
| Acteur            | Personage             |
| ----------------- | --------------------- |
| Barbara Stanwyck  | Polly Fulton          |
| Van Heflin        | Thomas W. Brett       |
| Charles Coburn    | B.F. Fulton           |
| Richard Hart      | Robert S. Tasmin III  |
| Keenan Wynn       | Martin Delwyn Ainsley |
| Margaret Lindsay  | Apples Sandler        |
| Spring Byington   | Gladys Fulton         |
| Marshall Thompson | Matroos               |
| Barbara Laage     | Eugenia Taris         |
| Thomas E. Breen   | Majoor Isaac Riley    |
| Fred Nurney       | Jan                   |